# Nations Cup 1999 (Snooker)
Der Nations Cup 1999 war ein professioneller Snooker-Teamwettbewerb, der im Rahmen der Saison 1998/99 vom 16. bis zum 24. Januar 1999 in der Telwest Arena im englischen Newcastle upon Tyne ausgetragen wurde. Sieger wurde das Team aus Wales, das im Finale Titelverteidiger Schottland besiegte. Welcher Teilnehmer das höchste Break spielte, ist unbekannt.

## Preisgeld
Das Turnier hatten keinen offiziellen Hauptsponsor. Das Gewinnerteam bekam 70.000 Pfund Sterling, ob und wenn ja, wie viel, die anderen Teams bekamen, ist unklar.

## Turnierverlauf
Nach dem World Cup 1996 setzte das Turnier aus und kehrte nun als Nations Cup zurück, nachdem der britische Fernsehsender ITV einen Vertrag mit der World Professional Billiards & Snooker Association über die Übertragung der Spiele ins Fernsehen abgeschlossen hatte. Im Gegensatz zu 1996 wurde aber die Teilnehmerzahl auf fünf Teams begrenzt: statt einer für jegliche Länder mit ausreichend Spielern offene Qualifikation wurden nur die vertretenen Länder der britischen Inseln, die sogenannten Home Nations, eingeladen: England, Schottland, Wales, Nordirland und Irland. Jedes Team entsandt vier Profispieler. Jedes Teammitglied kam in jedem Spiel zum Einsatz, da jeder Frame sozusagen eine einzelne Einzel- oder Doppel-Partie war. Das Turnier begann zunächst mit einer Gruppenphase, in der jedes Gruppenspiel aus elf Frames bestand. Die besten Teams trafen danach noch einmal gesondert aufeinander; das Endspiel war im Modus Best of 11 Frames gehalten.
Der Ablauf der einzelnen Partien war wie folgt gegliedert:
1. Einzel vs. Einzel
2. Einzel vs. Einzel
3. Einzel vs. Einzel
4. Doppel vs. Doppel (alternierend)
5. Einzel vs. Einzel
6. Einzel vs. Einzel
7. Einzel vs. Einzel
8. Doppel vs. Doppel (alternierend)
9. Einzel vs. Einzel
10. Einzel vs. Einzel
11. Einzel vs. Einzel

In den zwei Doppelframes musste vor Beginn entschieden werden, welcher Spieler eines Teams zuerst stößt. Die folgenden Stöße wurden abwechselnd von den Teammitgliedern vollzogen. Stoßte der falsche Spieler, so wurde dies als Foul gewertet.

### Gruppenphase
| Pos. | Spieler    | Partien | S | N | Frames | Diff. |
| ---- | ---------- | ------- | - | - | ------ | ----- |
| 1    | Schottland | 4       | 4 | 0 | 32:12  | +20   |
| 2    | Wales      | 4       | 3 | 1 | 24:20  | +4    |
| 3    | Nordirland | 4       | 1 | 3 | 20:24  | −4    |
| 4    | England    | 4       | 1 | 3 | 21:23  | −2    |
| 5    | Irland     | 4       | 1 | 3 | 13:31  | −18   |

| Spiel | Spieler 1  | Ergebnis | Spieler 2  |
| ----- | ---------- | -------- | ---------- |
| 1     | Schottland | 38:38    | England    |
| 2     | Wales      | 38:38    | Irland     |
| 3     | Nordirland | 56:56    | England    |
| 4     | Schottland | 38:38    | Wales      |
| 5     | Irland     | 56:56    | Nordirland |

| Spiel | Spieler 1  | Ergebnis | Spieler 2  |
| ----- | ---------- | -------- | ---------- |
| 6     | Wales      | 56:56    | Nordirland |
| 7     | England    | 29:29    | Irland     |
| 8     | Schottland | 47:47    | Nordirland |
| 9     | Wales      | 47:47    | England    |
| 10    | Schottland | 29:29    | Irland     |

### Finale
Das schottische Team mit John Higgins, Stephen Hendry, Alan McManus und Chris Small war Gruppensieger geworden, nachdem man das walisische Team mit Matthew Stevens, Mark Williams, Dominic Dale und Darren Morgan besiegt und somit auf Platz 2 verwiesen hatte. Tatsächlich war es auch das schottische Team, das mit 2:0 und 3:1 in Führung ging, das walisische Team konnte aber anschließend ausgleichen. Chris Small sicherte Schottland danach die erneute Führung, doch Wales konnte die folgenden drei Frames in Folge und damit das Spiel gewinnen.
| Finale: Best of 11 Frames Telewest Arena, Newcastle upon Tyne, England, 24. Januar 1999 |                |       |
| Schottland                                                                              | 4:6            | Wales |
| siehe unten                                                                             |                |       |
| –                                                                                       | Höchstes Break | –     |
| –                                                                                       | Century-Breaks | –     |
| –                                                                                       | 50+-Breaks     | –     |

Einzelne Frames
| Spiel | Spieler 1                       | Ergebnis    | Spieler 2                    |
| ----- | ------------------------------- | ----------- | ---------------------------- |
| 1     | Matthew Stevens                 | 666:666     | John Higgins                 |
| 2     | Mark Williams                   | 930:930     | Stephen Hendry               |
| 3     | Matthew Stevens                 | 678:678     | Alan McManus                 |
| 4     | Dominic Dale & Darren Morgan    | 6220:6220   | Stephen Hendry & Chris Small |
| 5     | Darren Morgan                   | 3491:3491   | Chris Small                  |
| 6     | Mark Williams                   | 22101:22101 | John Higgins                 |
| 7     | Dominic Dale                    | 791:791     | Chris Small                  |
| 8     | Matthew Stevens & Mark Williams | 2075:2075   | John Higgins & Alan McManus  |
| 9     | Mark Williams                   | 2082:2082   | Alan McManus                 |
| 10    | Matthew Stevens                 | 188:188     | Stephen Hendry               |